# Strange Angel
Strange Angel è una serie televisiva statunitense, pubblicata sul servizio internet CBS All Access dal 14 giugno 2018.
La serie è ideata da Mark Heyman, basandosi sul romanzo Strange Angel: The Otherworldly Life of Rocket Scientist John Whiteside Parsons di George Pendle sulla vera vita di Jack Parsons. La serie è stata cancellata dopo due stagioni prodotte.

## Trama
Nella Los Angeles negli anni trenta il brillante Jack Parsons contribuisce alla nascita della missilistica americana, partendo come semplice custode in una fabbrica chimica. Grazie all'enigmatico vicino di casa Ernest, Parsons viene introdotto nel mondo notturno e misterioso di riti magici e sessuali, diventando infine un discepolo dell'occultista Aleister Crowley.

## Personaggi e interpreti

### Principali
- Jack Parsons, interpretato da Jack Reynor
- Ernest Donovan, interpretato da Rupert Friend
- Susan Parsons, interpretata da Bella Heathcote
- Richard Onsted, interpretato da Peter Mark Kendall
- Virgil Byrne, interpretato da Michael Gaston
- Alfred Miller, interpretato da Greg Wise
- Prof. Filip Mešulam, interpretato da Rade Šerbedžija
- Samson Hunt, interpretato da Zack Pearlman
- Gui Chiang, interpretato da Keye Chen

## Episodi
| Stagione         | Episodi | Prima TV originale | Prima TV Italia |
| ---------------- | ------- | ------------------ | --------------- |
| Prima stagione   | 10      | 2018               | inedita         |
| Seconda stagione | 7       | 2019               | inedita         |

## Produzione
Nell'ottobre 2014 è stato riferito che Mark Heyman stava scrivendo un adattamento televisivo basato su Strange Angel: The Otherworldly Life of Rocket Scientist John Whiteside di George Pendle per AMC. La serie doveva essere prodotta da Ridley Scott e dalla sua Scott Free Productions grazie ad un primo accordo con la rete. Alla fine, AMC non ha proceduto alla produzione.
Ad agosto 2017, il progetto delle serie è stato ordinato ufficialmente da CBS All Access. La prima stagione è composta da dieci episodi che saranno pubblicati settimanalmente. Tra i registi della prima stagione figurano David Lowery, Ben Wheatley e Matt Shakman.